# ای‌ان‌ای وینگز
ای‌ان‌ای وینگز (به انگلیسی: ANA Wings) یک شرکت هواپیمایی با کد یاتا EH است که در ۱ اکتبر ۲۰۱۰ میلادی تأسیس شده‌است.